# Ваи (Крит)
Ва́и (греч. Βάι; полное название — Пальмовая роща Ваи, греч. Φοινικόδασος του Βάι) — национальный парк на востоке Крита.

## Общие сведения
Ваи находится в 28 км к востоку от города Сития и в 2 км от деревни Итана.
Растущие здесь пальмы Теофраста эндемичны. Лес занимает территорию более 200 гектар и считается самым большим дикорастущим пальмовым лесом в Европе. Считается, что этот лес был посажен финикийцами, поселившимися в Итане. По другой версии — арабскими пиратами.
В 1980-е годы Ваи пользовался популярностью среди любителей неорганизованного отдыха со всего мира.

## Достопримечательности
- Пальмовый пляж Ваи (Vai Bay). При том что сам пляж ровный и песчаный, морское дно здесь каменистое, с пологим дном в центральной части и острыми камнями в его северной части.
- Греческий монастырь XV века на окраине парка.